# Munnopsurus minutus
Munnopsurus minutus là một loài chân đều trong họ Munnopsidae. Loài này được Gurjanova miêu tả khoa học năm 1933.